# Fer López
Fernando López González (Madrid, 24 de mayo de 2004), más conocido como Fer López, es un futbolista español que juega en la demarcación de centrocampista en el Wolverhampton Wanderers FC de la Premier League.

## Trayectoria
Nacido en Madrid, llegó a Vigo a los pocos meses. Tras formarse como futbolista en las categorías inferiores del RC Celta, finalmente subió al tercer equipo, haciendo su debut el 25 de septiembre de 2022 contra el UD Ourense.
Su debut con el en RC Celta Fortuna se produjo el 5 de noviembre de 2022 contra el CD Badajoz, encuentro que finalizó con un resultado de 1-0 a favor del conjunto pacense.
El 30 de octubre de 2024 debutó con el primer equipo en Copa del Rey contra el UD San Pedro. Sin embargo, su debut en la Primera División de España no se produjo hasta el 6 de diciembre contra el RCD Mallorca, encuentro que finalizó con un marcador de 2-0 a favor del conjunto vigués.

## Clubes
Actualizado al último partido disputado el 24 de mayo de 2025.
| Club                       | País       | Año       | Partidos | Goles |
| -------------------------- | ---------- | --------- | -------- | ----- |
| Gran Peña FC               | España     | 2022-2023 | 11       | 1     |
| RC Celta Fortuna           | España     | 2022-2025 | 51       | 11    |
| RC Celta                   | España     | 2024-2025 | 20       | 4     |
| Wolverhampton Wanderers FC | Inglaterra | 2025-     |          |       |